# Краљевска палата у Амстердаму
Краљевска палата у Амстердаму једно је од 3 места у Холандији која су на располагању монарха актом парламента. Палата је саграђена као градска скупштина током холандског златног доба у 17. веку. Ова зграда постала је краљевска палата краља Луја Наполеона а касније Холандске краљевске куће. Налази се на западној страни трга Дам у центру Амстердама, преко пута Споменика рату и поред Новог Керка.

## Историја

### Градска скупштина
Палата је саграђена као градска скупштина у Амстердаму и као таква је отворена 29. јула 1655. од стране Корнелија де Графа, градоначелника Амстердама. Саградио ју је Јакоб ван Кампен који је управљао пројектом конструкције 1648. Саграђена је на 13,659 дрвених греда и коштала је 8,5 милиона гулдена. Жућкасти пешчар из Бентхајма у Немачкој коришћен је за целу зграду. Камен је значајно потамнео током времена. Мермер је изабран као материјал за ентеријер.
Јакоб ван Кампен био је инспирисан римским административним палатама и јавним зградама. Хтео је да изгради нови капитол за амстердамске бургомастерсе који су се сматрали конзулима Новог Северног Рима. Техничка примена је посматрана од стране градског руководиоца градње Данијела Сталтерта. Скулптуре је израдио Артус Квељин.
На мермерном поду су две мапе света са небеском хемисфером. Западна и источна хемисфера су приказане на мапи. Хемисфере ближе приказују предео амстердамских колонијалних поседа. Земаљске хемисфере направљене су средином 18. века. Замениле су пар који је направљен раније, каснијих 1650их. Оригинали су приказивали регионе истражене од стране бродова холандске источно-индијске компаније у првој половини 17. века. Ова одлика можда је била инспирисана мапом римског вође која је била урезана у мермеру и постављена у Портикус Випсаниј, јавној згради у античком Риму.
На врху палате налази се велика засвођена купола, прекривена временским ветроказом у облику шиљатог брода. Овај брод је симбол Амстердама. Тачно испод свода налази се неколико прозора. Одавде се може видети долазак бродова у луку и њихов одлазак. У куполи је познато звоно које су сачинили Франсуа и Питер Хемони 1664. у Амстердаму. Реновирао га је Ејсбоутс 1965. Само 9 звона које су направили Франсоа и Питер Хемони су опстала. Ејсбоутс је направио и подесио још 38 нових звона. Стара зарђала звона Хемона чувају се унутар палате. Ентеријер, фокусиран на моћ и престиж Амстердама, завршен је касније. Слике унутар палате укључују радове Говерта Флинка (који је умро пре него што је успео да заврши циклус 12 огромних платна), Јакоба Јорденса и Фердинадна Бола. Рембрантово највеће дело, Завера Клаудија Цивилиса је одабрано за палату, али након што је било изложено у палати пар месеци, враћено му је; остатак фратмената је тренутно у Стокхолму. Током свог времена, зграда је била једна од многих кандидата за титулу Осмог светског чуда. Такође, дуже време била је највећа административна зграда у Европи.

### Палата
Након патриотске револуције која је одузела моћ династији Орање-Насау, деценију раније, нова Батавијска република, настала након Батавијског устанка 1787. била је натерана да прихвати Луја Наполеона, брата Наполеона Бонапарте, као краља Луја I Холандије 1806. Након сазивања суда у Хагу и Утрехту, Луј Наполеон преселио се у Амстердам и претворио градску скупштину у своју краљевску палату. Краљ Холандије није дуго ценио своју нову палату. Абдицирао је 2. јула 1810, његов син, Наполеон Луј Бонапарта, наследио га је као краљ Луј II, пре него што је анексирана од стране француске 10 дана касније. Након тога, палата је постала дом француског гувернера, Чарлса Франсоа Лебруна.
Принц Вилијам VI вратио се у Холандију 1813, након што је Наполеон свргнут са власти, и вратио палату њеним оригиналним власницима. Након његовог промовисања за краља Вилијама I Холандије, међутим, Амстердам је проглашен званичном престоницом Уједињеног Краљевства и Холандије (седишта управе били су Брисел и Хаг). Нови краљ указао је на важност постојања палате у главном граду, и градска скупштина је поново постала краљевска палата.
Постала је имовина Краљевства Холандије 27. децембра 1949. године, централни хол палате била је сцена званичне церемоније преноса суверености Холандије над Индонезијом, коју су представљали краљица Јулијана и потпредседник Индонезије Мухамед Хата. Палату су користили монарси за забаву и званичне функције током државних посета и других званичних пријема, као на пример, новогодишњи пријем. Доделе награда — Еразмусове награде, Сребрног каранфила, Краљевске награде за сликање и Награда принца Клауса, такође су одржаване у палати. Балкон Краљевске палате коришћен је и током крунисања краљице Битрикс 1980. године, где је њена мајка Јулијана прогласила народу нову краљицу. Палата је реновирана од 2005. до јуна 2009. Током реновирања одстрањен је азбест. Од 14. јуна 2009. Палата је поново отворена за посетиоце.